# KISCO
KISCO株式会社（キスコ）は大阪市中央区に本社を置く化学品専門商社である。
商社機能と同時にメーカー群をグループ会社として所有する。

## 概要
化学品、電子部品材料、医薬品原料、建築材料、包装材料などの内需および輸出入を行う商社機能と同時に複合材料（コンポジット・マテリアル; CM）および包装材料の研究開発を行う部署、並びに半導体洗浄剤 (EcoPeeler)、LED用封止材 (EpiFine)、diX（パラシクロファン）などの製造を行うメーカー群をグループ会社として所有する（実際の製造は各グループ会社及び協力会社にて行われている）。また、CVDによるパラシクロファンコーティング（diXコンフォーマルコーティング）による受託コーティング、ESD対策のトータルソリューションサービスなども行っている。
国内に札幌、仙台、名古屋、神戸、福岡の5営業所及び山形出張所、国内グループ会社15社、また海外グループ会社として中国、台湾、アメリカ、ドイツ、タイ、マレーシア、韓国などに海外19カ国49拠点を展開している。
みどり会の会員企業であり三和グループに属している。
2003年（平成15年）12月25日にISO14001、2008年（平成20年）1月9日にISO 9001の認証を取得している。

## 事業所
- 大阪本社（登記上の本店）
  - 大阪府大阪市中央区伏見町三丁目3番7号
- 東京本社
  - 東京都中央区日本橋本町四丁目11番2号

## 沿革
- 1921年（大正10年）10月、神戸市にて化学薬品卸売業「合資会社岸橋商店」として創業。
- 1930年（昭和5年）4月に株式会社岸橋商店が設立された。
- 1943年（昭和18年）岸本産業株式会社に商号変更。
- 1952年（昭和27年）大阪営業所を大阪支店に変更。
- 1957年（昭和32年）福岡営業所設置。
- 1960年（昭和35年）名古屋営業所設置。
- 1964年（昭和39年）本店を大阪市に移転。神戸営業所設置。
- 1968年（昭和43年）資本金3億円となる。
- 1969年（昭和44年）仙台営業所設置。
- 1970年（昭和45年）札幌出張所設置（現営業所）。 香港事務所設置。
- 1971年（昭和46年）台北事務所設置
- 1973年（昭和48年）現地法人U.K.I.（在米）設立
- 1974年（昭和49年）現地法人台岸股股份有限公司（在台湾）設立。資本金3億8千万円となる。
- 1979年（昭和54年）資本金5億円となる
- 1980年（昭和55年）現地法人キシモト・サンギョー（シンガポール）設立
- 1983年（昭和58年）現地法人キシモト・ド・ブラジル設立
- 1984年（昭和59年）本店及び東京支店は大阪本社・東京本社に呼称変更。サンタクララ駐在員事務所（在米国）開設。
- 1987年（昭和62年）現地法人キシモト・サンギョー（タイランド）設立
- 1988年（昭和63年）現地法人アドコマット（シンガポール）、キシモト・サンギョー（ホンコン）設立。
- 1989年（平成1年）現地法人キスコ・インベストメント（シンガポール）、アドコマット（マレーシア）設立。
- 1990年（平成2年）
  - 現地法人キシモト・サンギョー（マレーシア）設立
  - アドコマットジャパン株式会社設立
  - 現地法人キシモト・サンギョー（ドイツ）設立
  - 資本金6億円となる
  - 現地法人精密聚合股份有限公司（在台湾）設立
- 1996年（平成8年）上海駐在員事務所（在中国）開設（1998 (平成10)年閉鎖）。岸本貿易（上海）有限公司（在中国）設立。
- 1997年（平成9年）
  - 岸本工貿（大連保税区）有限公司　設立
  - 現地法人アドコマット（サイアム）設立
  - 現地法人アドコマット（バタム）設立
- 1999年（平成11年）現地法人アドコマット（バタム）設立
- 2000年（平成12年）U.K.I サンディエゴオフィス　開設
- 2001年（平成13年）現地法人キスコ・インベストメント（在シンガポール)とキシモト・サンギョー（シンガポール）を統合し、新会社キシモト・サンギョー（アジア）発足
- 2002年（平成14年）現地法人キシモト･サンギョーインドネシア設立

- 2003年（平成15年）
  - 現地法人キシモト･サンギョー（ホンコン）深圳駐在員事務所開設
  - DiMer Beshichtungen G.m.b.Hの株式74%取得し子会社化
  - diX受託コーティング拠点 マレーシアに設置
  - 現地法人KISHIMOTO SANGYO KOREA CO.LTD (KSK) 設立
  - 現地法人KISHIMOTO SANGYO MIDDLE EAST FZE (KSME) 設立
  - diX受託コーティング拠点 台湾（新竹)に設置
  - 環境ISO14001認証取得

- 2004年（平成16年）現地法人上海岸本特種塗装有限公司設立
- 2005年（平成17年）10月 樹脂・ゴムのホットランナーシステムで国内最大手の世紀株式会社を三井物産から買収。
- 2007年（平成19年）
  - 7月 ベトナムに現地法人新設。
  - 10月1日、KISCO株式会社に商号変更。

- 2008年（平成20年）
  - 4月　兄弟会社である大同化成工業と共同でLED用シリコーンレンズの量産体制を確立。
  - 5月　シンガポール材料工学研究所との間に、同地区におけるマーケティング・商業化に関する契約を締結。
- 2010年（平成22年）2月　射出成形用金型メーカーである株式会社型システムの岐阜精機工業からのMBOによる分離・独立に資本参加。
- 2011年（平成23年）3月 KISCO GLOBAL SUPPORT株式会社を設立。
- 2012年（平成24年）2月 インドに現地法人設立。
  - 大洋マテリアル株式会社を事業譲受により子会社とする
- 2013年（平成25年）2月 新洸化成株式会社との合弁により上海吉洸模塑科技有限公司設立。

- 2014年（平成26年）
  - 8月 現地法人、PT.HEXA INDONESIAを株式取得により子会社とする。
  - 11月 大起ゴム工業有限会社を株式取得により子会社とする（2015年3月　大起ゴム工業株式会社へ商号を変更）。
  - 11月 有限会社イーストレーン・インターナショナルを株式取得により子会社とする。

- 2015年（平成27年）
  - 12月 Specialty Coating Systems, Inc.買収

- 2016年（平成28年）
  - 5月 現地法人KISCO (CAMBODIA)co.,LTD.設立

- 2018年（平成30年）
  - 1月 現地法人、PT.HEXA INDONESIAの名称をPT.INDONESIA POLYMER COMPOUNDに変更

- 2019年（平成31年）
  - 東洋樹脂株式会社を事業譲受により子会社とする

- 2020年（令和2年）
  - 株式会社Uni Tag設立
  - 三泉化成株式会社を株式取得により子会社とする

## グループ企業・関連企業

### 国内
- フアインポリマーズ株式会社[外部リンク 1]
- 第三化成株式会社[外部リンク 2]
- アドコマットジャパン株式会社
- オタライト株式会社[外部リンク 3]
- 世紀株式会社[外部リンク 4]
- 岸本興産株式会社
- 株式会社型システム[外部リンク 5]
- 大同化成工業株式会社[外部リンク 6]　※兄弟会社
- 大洋マテリアル株式会社[外部リンク 7]
- 東洋樹脂株式会社[外部リンク 8]
- 株式会社Uni Tag[外部リンク 9]
- 三泉化成株式会社[外部リンク 10]

### アジア
- 吉世科貿易（上海）有限公司
- 上海普陀吉世科特殊涂装有限公司
- 吉世科精密塗装（深圳）有限公司
- 吉世科貿易（深圳）有限公司
- 上海吉洸模塑科技有限公司
- 世紀熱流道（深圳）有限公司
- 世紀科技（香港）有限公司
- KISCO (H.K.) LIMITED
- 吉世科股份有限公司
- 精密聚合股份有限公司
- KISCO (T) LTD.
- ADCOMAT (SIAM) LTD.
- ADCOMAT (THAILAND) LTD.
- KISCO (M) SDN. BHD.
- KISCO (VIETNAM) LTD.
- KISCO (ASIA) PTE. LTD.
- PT.KISCO INDONESIA
- KISCO韓国株式会社
- PT.INDONESIA POLYMER COMPOUND
- KISCO (CAMBODIA)co.,LTD.
- SEIKI HOT RUNNERS PHILIPPINES INC.
- SCS Singapore Pte Ltd.
- KISCO TRADING INDIA PVT.LTD.

### 米州
- Uniglobe Kisco, Inc.
- Specialty Coating Systems, Inc.
- KISCO DO BRASIL COMERCIO DE PRODUTOS QUIMICOS LTDA.

### 欧州
- KISCO (Deutschland) GmbH
- SCS Germany GmbH
- Seiki Deutschland GmbH
- Coating Center and European Business Office

### 本体のサイト
- KISCO株式会社
- 近代建築Watch（神戸営業所の写真多数）

### グループ企業・関連企業のサイト
1. ↑  フアインポリマーズ株式会社
2. ↑  第三化成株式会社
3. ↑  オタライト株式会社
4. ↑  世紀株式会社
5. ↑  株式会社型システム
6. ↑  大同化成工業株式会社
7. ↑  大洋マテリアル株式会社
8. ↑  東洋樹脂株式会社
9. ↑  株式会社Uni Tag
10. ↑  三泉化成株式会社